# Deen (Sänger)

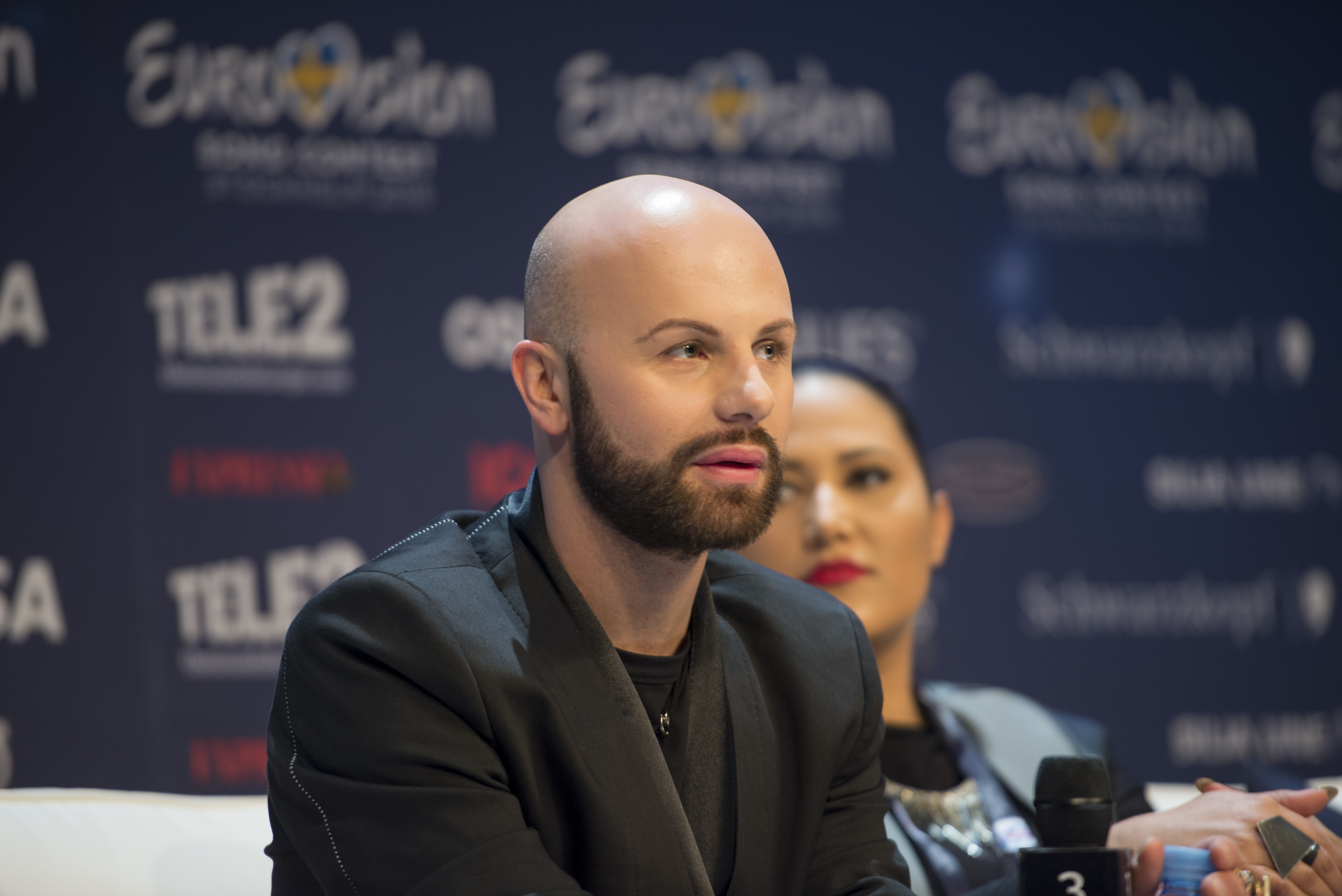
Deen beim ESC 2016

Deen, eigentlich Fuad Backović, (* 14. April 1982 in Sarajevo) ist ein aus Bosnien und Herzegowina stammender Sänger.
Nachdem er die Oberschule in Sarajevo abgeschlossen hatte, blieb er in der Stadt und studierte an der Wirtschaftsuniversität. Deen hatte schon immer eine starke Leidenschaft für die Musik. Während er noch zur Oberschule ging, besuchte er die Musikhochschule, an der er sich auf Oper und Einzelgesang konzentrierte.

## »Seven up«
Deen unternahm seine ersten Gehversuche in der Musik, als er zwölf war. Er nahm sein erstes Album auf: »Studio Number 1«. 1997 erhielt Deen ein Angebot von Gordan Radic-Gogi, dem Frontman der Gruppe »Seven Up«, der Leadsänger dieser Boyband zu werden. Deen nahm an und in den folgenden fünf Jahren veröffentlichte »Seven Up« zwei Alben: »Otvori Oci« (»Open Your Eyes«) und »Seven«. Die Popularität der Gruppe war nicht nur auf den bosnisch-herzegowinischen Musikmarkt beschränkt, auch in den Nachbarländern wurde »Seven Up« populär. »Seven Up« erhielt zudem viele Auszeichnungen.
Aufgrund seiner ungewöhnlichen Gesangsfähigkeiten erhielt Deen 1998 ein Angebot des bosnisch-herzegowinischen Nationaltheaters, in einer Produktion der »Carmina Burana« mitzuwirken. Für seine Gesangesfähigkeiten erntete Deen Lob von den berühmtesten Künstlern des ehemaligen Jugoslawiens, unter ihnen Davorin Popović, Kemal Monteno, Hajrudin Varešanović. Er nahm auch mit bekannten Sängern Duette auf, so mit der kroatischen Sängerin Vlatka Pokos (»Poljubi me« [»Kiss Me«]) und mit dem Duo Funky G (»Ja imam nekog« [»I Have Somebody«]).

## Eurovision Song Contests
Nach mehreren Versuchen, unter anderem auch mit seiner Boyband »Seven up«, wurde Deen direkt vom bosnisch-herzegowinischen Fernsehen zum Eurovision Song Contest 2004 eingeladen. Er bestritt somit die Vorrunde allein und aus den von ihm vorgestellten Titeln wurde das Lied »In the disco«, das von der kroatischen Sängerin Vesna Pisarović geschrieben wurde, als Beitrag ausgewählt. Er belegte den neunten Platz.
Er wurde intern vom bosnisch-herzegowinischen Fernsehen ausgewählt, das Land beim Eurovision Song Contest 2016 in Stockholm mit dem Lied Ljubav je... zusammen mit Dalal Midhat-Talakić zu vertreten. Dort konnte sich die Gruppe allerdings für das Finale des Wettbewerbs nicht qualifizieren.